# Liste des compagnies aériennes en Islande
Liste des compagnies aériennes islandaises

## Liste de compagnies actives
| Compagnie             | Logo | Image | IATA | ICAO | Indicatif d'appel | Date de création | Type                                 |
| --------------------- | ---- | ----- | ---- | ---- | ----------------- | ---------------- | ------------------------------------ |
| Air Atlanta Icelandic |      |       | CC   | ABD  | ATLANTA           | 1986             | charter, affrétement                 |
| Air Iceland Connect   |      |       | NY   | FXI  | FAXI              | 1997             | régional                             |
| Bluebird Cargo        |      |       | BF   | BBD  | BLUE CARGO        | 2000             | fret                                 |
| Eagle Air Iceland     |      |       |      | FEI  | ARCTIC EAGLE      | 1970             | régional                             |
| Icelandair            |      |       | FI   | ICE  | ICEAIR            | 1937             | long courrier, moyen courrier        |
| Icelandair Cargo      |      |       | FI   | ICE  | ICEAIR            | 2000             | fret                                 |
| Loftleiðir Icelandic  |      |       |      |      |                   | 2002             | charter, affrétement                 |
| Mýflug                |      |       |      | MYA  | MYFLUG            | 1985             | vols à la demande, vols touristiques |
| Norlandair            |      |       |      | FNA  | NORLANDAIR        | 2008             | régional                             |

## Liste de compagnies disparues
| Compagnie               | Logo | Image | IATA | ICAO | Date de création | Date de cessation | Type                          |
| ----------------------- | ---- | ----- | ---- | ---- | ---------------- | ----------------- | ----------------------------- |
| Atlantic Island Air     |      | -     | -    |      |                  |                   |                               |
| Flugfélag Vestmannaeyja |      | -     | -    |      |                  |                   | régional                      |
| Icejet                  |      |       | -    | LGJ  | 2006             | 2010              | vols d'affaire                |
| Iceland Express         |      |       | HC   |      | 2003             | 2012              | moyen courrier                |
| Islandsflug             |      |       | HH   | ICB  | 1991             | 2004              | charter, affrétement          |
| Landsflug               |      |       | X9   | ISL  | 2003             | 2008              | régional                      |
| Loftleiðir              |      |       | LL   |      | 1944             | 1979              | long courrier, moyen courrier |
| WOW air                 |      |       | WW   | WOW  | 2012             | 2019              | long courrier, moyen courrier |